# Dissé-sous-le-Lude

Dissé-sous-le-Lude este o comună în departamentul Sarthe, Franța. În 2009 avea o populație de 583 de locuitori.